# HMS Rothesay (J19)
Pour les autres navires du même nom, voir HMS Rothesay.
Le HMS Rothesay (pennant number J19)  est un dragueur de mines de la classe Bangor lancé pour la Royal Navy (RN) et qui a servi pendant la Seconde Guerre mondiale.

## Conception
Le Rothesay est commandé dans le cadre du programme de la classe Bangor de 1939-40 le 21 juillet 1939 pour le chantier naval de William Hamilton and Company à Port Glasgow en Écosse. La pose de la quille est effectuée le 29 septembre 1939, le Rothesay est lancé le 18 mars 1941 et mis en service le 3 juillet 1941.
La classe Bangor doit initialement être un modèle réduit de dragueur de mines de la classe Halcyon au service de la Royal Navy,. La propulsion de ces navires est assurée par 3 types de motorisation: moteur diesel, moteur à vapeur à pistons double ou triple expansion et turbine à vapeur. Cependant, en raison de la difficulté à se procurer des moteurs diesel, la version diesel a été réalisée en petit nombre.
Les dragueurs de mines de classe Bangor version Royal Navy à turbines déplacent 667 tonnes en charge normale. Afin de pouvoir loger les chaufferies, ce navire possède des dimensions plus grandes que les premières versions à moteur diesel avec une longueur totale de 53 mètres LHT ou LOA, une largeur de 8,69 mètres et un tirant d'eau de 3,12 mètres. Ce navire est propulsé par 2 turbines à vapeur alimentées par 2 chaudières à tubes d'eau à 3 tambours Admiralty et entraînant deux arbres d'hélices. Les moteurs développent une puissance de 2 000 chevaux-vapeur (1 500 kW) et atteignent une vitesse maximale de 16 nœuds (30 km/h). Le dragueur de mines peut transporter un maximum de 163 tonnes de fioul qui lui donne un rayon d'action de 2 800 milles nautiques (5 200 kilomètres) à 10 nœuds (19 km/h).
Leur manque de taille donne aux navires de cette classe de faibles capacités de manœuvre en mer, qui seraient même pires que celles des corvettes de la classe Flower. Les versions à moteur diesel sont considérées comme ayant de moins bonnes caractéristiques de maniabilité que les variantes à moteur alternatif à faible vitesse. Leur faible tirant d'eau les rend instables et leurs coques courtes ont tendance à enfourner la proue lorsqu'ils sont utilisés en mer de face.
Les navires de la classe Bangor sont également considérés comme exigus pour les membres d'équipage, entassant plus de 60 officiers et matelots dans un navire initialement prévu pour un total de 40 hommes.
Les Bangors équipés de turbine à vapeur sont armés d'un canon anti-aérien de 12 livres 3-inch QF (76,2 mm) et d'un canon AA QF de 2 livres (40 mm). Sur certains navires, le canon de 2 livres est remplacé par un canon AA Oerlikon de 20 mm simple ou double, tandis que la plupart des navires sont équipés de quatre affûts Oerlikon simples supplémentaires au cours de la guerre. Pour les missions d'escortes, leur équipement de dragage de mines peut être échangé contre une quarantaine de grenades sous-marines.

## Histoire

### Seconde Guerre mondiale
Le Rothesay est vendu le  19 avril 1950 et mis au rebut pour démantèlement à Milford Haven.

### Participation auxconvois
Le Rothesay a navigué avec les convois suivants au cours de sa carrière:
1. Convoi ET 14
2. Convoi KMS 7G
3. Convoi KX 2
4. Convoi MKS 1O
5. Convoi MKS 1X
6. Convoi MKS 3X
7. Convoi MKS 11
8. Convoi MKS 12
9. Convoi PW 231
10. Convoi UGS 7A

### Commandement
- Commander (Cdr.) Alaster Angus Martin (RNR) du 17 juillet 1941 à début 1945

Notes:
RNR: Royal Naval Reserve